# Det hvide vandtårn (Haderslev)
 For alternative betydninger, se Det hvide vandtårn. (Se også artikler, som begynder med Det hvide vandtårn)
Det Hvide Vandtårn ved omfartvejen i Haderslev blev opført pga. byudviklingen der i begyndelsen af 50'erne krævede endnu et vandtårn i byen. En lokal var bygmester på tårnet, tømrermester og entreprenør Chr. Jørgensen, arkitekt var Vagn Thorborg og ingeniørfirmaet Christen Ostenfeld & W. Jønson var de projekterende.